# Ford GT

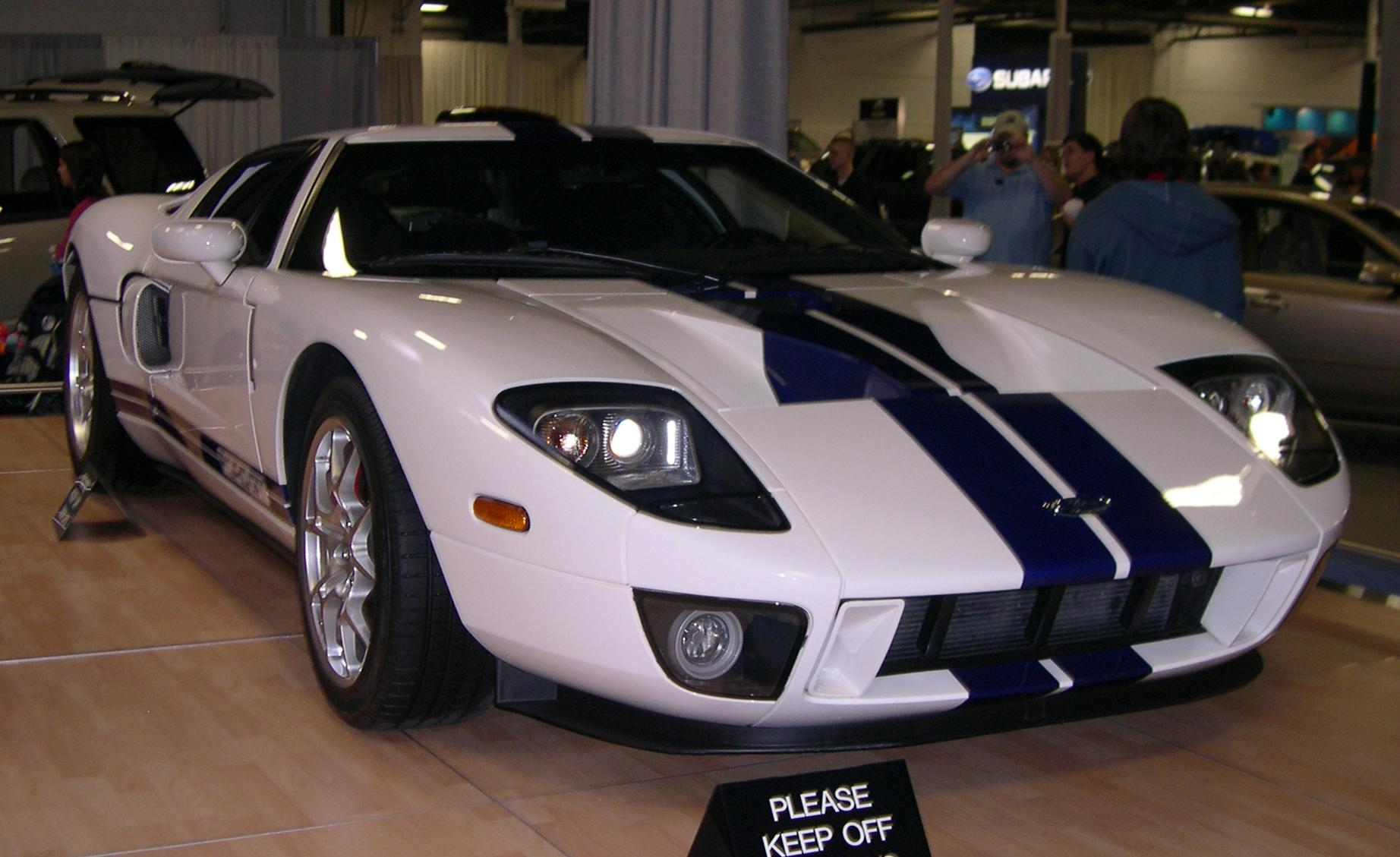
2005 Ford GT

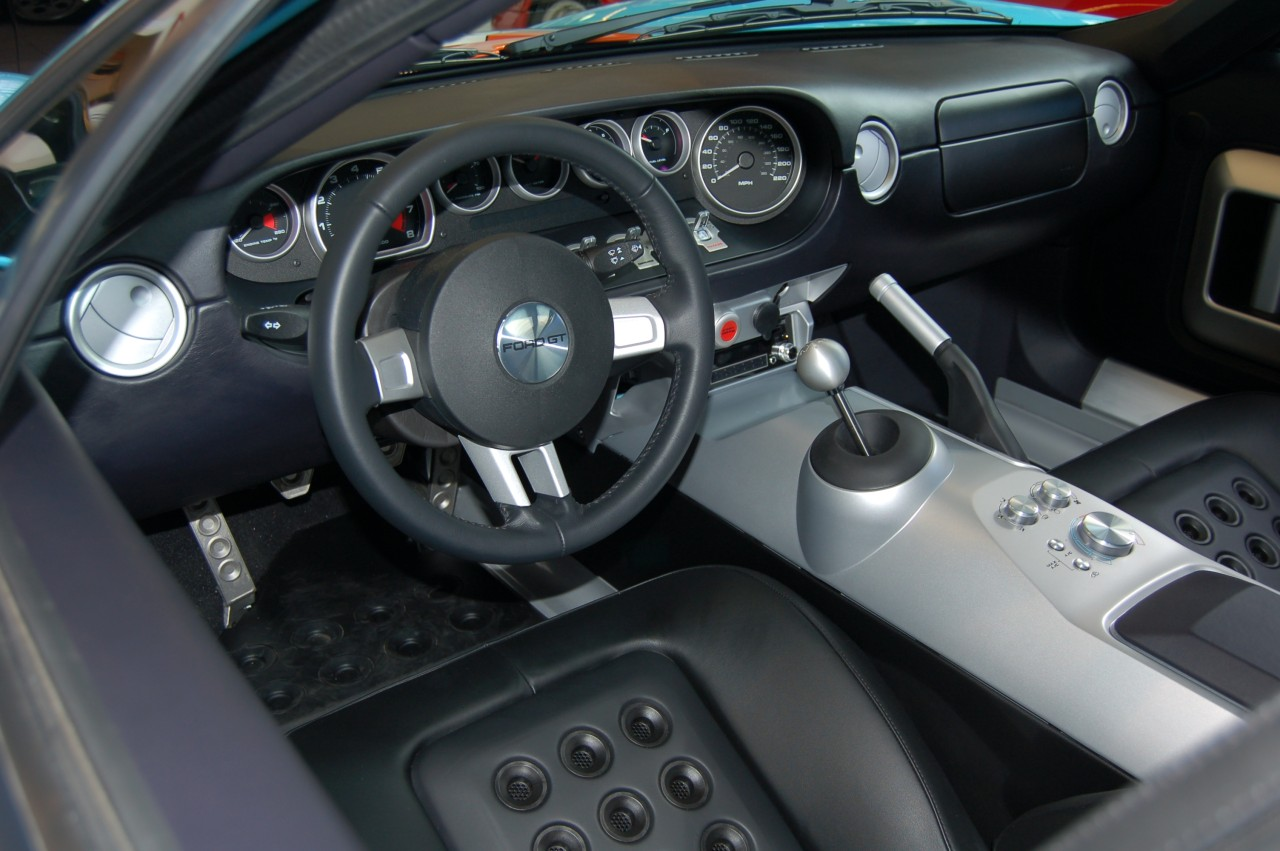
Cockpit

Ford GT är en bilmodell tillverkad av Ford som har mycket av utseendet lånat från Ford GT40.
Ford GT tillverkades 2005-2006 och introducerades i Europa 2005. 
Sammanlagt tillverkades 4 038 bilar, varav 101 stycken skeppades till Europa.
GT är en mittmotor-supersportbil, dess 550 hk och 680 Nm får den att accelerera till 100km/h på 3,3-3,7 sekunder (olika källor). Samtliga bilar levererades utan ABS-bromsar eller antisladdsystem.

## Ford GT1
Ford GT1 är en GT1 bil utvecklad av Ford GT av Matech Concepts för 2010 FIA GT1-VM säsong. Fyra bilar kommer att ställa upp med två lag: Matech och Marc VDS, med två (bil nummer 70 drivs av Marc VDS Racing Team och nummer 61 drivs av Matech Concepts)Tre GT1 Fords tävlade 2010 i ett 24 timmars Le Mans race.

## Ford GTX1
Ford GTX1 är en roadster som kom 2005. Köpare av modellen kunde välja uppgraderingar till fjädring, bromsar, aerodynamik, en förbättrad kompressor samt avgassystem för ökad effekt upp till 700 hk. 2008 upphörde tillverkningen.